# Žarko Zečević
Žarko Zečević (in serbo Жарко Зечевић?; Belgrado, 19 gennaio 1950) è un ex cestista, dirigente sportivo e imprenditore serbo.

## Biografia

### Carriera sportiva
Ha militato nel KK Partizan (la sezione cestista della polisportiva JSD Partizan) dal 1966 al 1977, vincendo anche l'oro ai Giochi del Mediterraneo del 1971 con la nazionale jugoslava. Dopo il ritiro dall'attività agonistica è entrato nella gestione amministrativa della polisportiva bianconera, assumendo la carica di segretario generale del FK Partizan (la sezione calcistica) dal 1º giugno 1985 al 25 settembre 2007.

### Carriera imprenditoriale
Dal 2007 al 2010 è stato dirigente della compagnia YugoRosGaz, sussidiaria serba della Gazprom.